# Marathrum modestum
Marathrum modestum là một loài thực vật có hoa trong họ Podostemaceae. Loài này được (Wedd.) Nash mô tả khoa học đầu tiên năm 1905.